# Georg Grabner zu Rosenburg und Zagging
Georg Grabner zu Rosenburg und Zagging (* vor oder um 1510 auf Schloss Rosenburg; † 1562 wohl auf Schloss Zagging) war ein Adeliger des Erzherzogtums Österreich unter der Enns im Zeitalter der Reformation.

## Herkunft
Georg Grabner war der Sohn von Sebastian I. Grabner zu Rosenburg aus der Niederösterreichischen Linie der Grabner zu Rosenburg der weitverzweigten Herren von Graben und seiner ersten Ehefrau Apollonia von Pottenbrunn. Die unter anderem mit den Herrschaften Rosenburg, Zagging und Pottenbrunn ausgestattete Familie Grabner zählte im Laufe des 16. und beginnenden 17. Jahrhunderts zu den reichsten und angesehensten Familien Österreichs. Im 16. Jahrhundert gelangten sie aufgrund ihrer aktiven Förderung des Protestantismus in Opposition zu den Habsburgern.

## Tätigkeit
Georg Grabner wirkte 1529 in jungen Jahren bei der Verteidigung von Wien gegen die Osmanen mit. Er erbte 1535 von seinem Vater die Herrschaft Zagging, das Amt Grafendorf, den Getreide - und Weinzehent von Rottersdorf, das Frischwasser in Viehofen und Pottenbrunn. Die Herrschaft Pottenbrunn erhielten er und sein Halbbruder Josaphat Grabner zu Rosenburg zu gemeinsamen Teilen. Laut des Vaters Testament engagierte Georg für seine noch minderjährigen Halbbrüder Josaphat und Leopold Grabner zu Rosenburg einen Pfleger für die Rosenburg. Der Historiker Franz Xaver Schweickhardt nennt Georg auch als Herren von Rosenburg. Als Josaphat als kaiserlicher Fähnrich in Ungarn verstarb, vermachte er Georg die Hälfte des Amtes Aggsbach, welches er von seinem älteren Halbbruder Christoph Grabner zu Rosenburg zu Waasen erhielt (die andere Hälfte gehörte Leopold). Auch erhielt Georg die Ämter Siebenbrunn, Rohrenbrunn, Stinkenbrunn und Seebarn. Georg und Josaphat waren von 1535 bis 1562 gemeinschaftlich Herren von Pottenbrunn (zwischen 1562 und 1564 waren es Josaphat und Leopold und hernach Leopold alleine). Laut des väterlichen Wunsches in seinem Testament sollten die beiden Schloss Pottenbrunn neu erbauen.
Georg Grabner ehelichte Anna von Neidegg, Tochter des Hans von Neidegg zu Ranna und der Barbara von Firmian. Deren gemeinsamer Sohn Wilhelm scheint früh verstorben zu sein, deren Tochter Elisabeth brachte nach des väterlichen Ableben die Herrschaft Zagging als Erbgut in ihre Ehe mit Helmhard von Jörger zu Tollet, Freiherr zu Kreisbach ein. Deren gemeinsame Tochter Barbara, Freiin von Jörger ehelichte ihren Vetter Hans von Jörger zu Tollet. Durch diesen Erbgang führten die Jörger das Grabnerische Wappen in dem ihrigen. Georg Grabner hatte darüber hinaus eine uneheliche Tochter, Kunigunde, die einen Steinhofer ehelichte. Ihr Vater überließ ihr ein Erbe von 1000 Gulden und bat sie ihre beiden Kinder zum Studium anzuhalten. Darüber hinaus überließ er Kunigunde und ihren beiden Kindern einen Hof zu Furth, der ihnen zeitlebens von Georg und dessen Bruder Josaphat zur Nutzung übertragen wurde. Seinem Verwandten Hans Rueber zu Pixendorf erlässt er einen großen Teil seiner Schulden. Zagging dürfte unter Georgs Herrschaft bereits zu einer Festung ausgebaut worden sein, da er das Schloss eine „Festung“ nannte. Es dürften also bereits damals die Bastionen bestanden haben, die auf einem Stich von Vischer aus dem Jahr 1674 abgebildet sind.
Georg Grabner war zwischen 1537 und 1540 Regimentsrat und alsdann Verordneter des niederösterreichischen Ritterstandes. Er war ein eifriger Förderer der protestantischer Lehre. Für seinen Kaplan in Hain stiftete er einen Getreidezehent und überließ ihm das Amt Staasdorf bei Tulln. Er kaufte Bauernhäuser in Wetzmansdorf und Weidling, die er den Spitälern, Altersversorgungsheime von Herzogenburg und Viehofen übergab. 1559 errichtete Grabner in der Pfarrkirche Kleinhain ein Beneficium für zwei Geistliche, die der Reformation zugetan waren. Bald darauf wurde mit Ulrich Eingießer ein eigener protestantischen Prediger in Hain bestellt, wodurch Hain der Pfarre Herzogenburg und dem katholischen Glauben entzogen wurde. Seitens der Grafen von Hardegg hatte Georg Grabner die Reichsgräflich Hardeggschen Lehensgüten, Gülten und Zehenten zu Zellerndorf, Diendorf und Egelsee, dem sogenannten Forsthof und 2 Hofstätten an der Pielach in der Grafendorfer Pfarre und einem Hofe zu Prutzendorf, genannt der Hinterhof inne. Nach seinem Ableben im Jahr 1562 belehnte Graf Bernhard Prüschenk von Hardegg seinen jüngeren Bruder und Erben Leopold mit den hinterlassenen Gütern. Leopold erbte von Georg auch die Herrlichkeit Rosenburg.

## Information
Die Daten zu diesem Artikel wurden aus der Von Graben Forschung übernommen.